# Rolex Paris Masters 2017
Rolex Paris Masters 2017 byl profesionální tenisový turnaj mužů, hraný jako součást okruhu ATP World Tour, v komplexu arény Bercy na krytých dvorcích s tvrdým povrchem. Probíhal mezi 30. říjnem až 5. listopadem 2017 ve francouzské metropoli Paříži jako čtyřicátý šestý ročník.
Generálním sponzorem se poprvé stala švýcarská hodinářská firma Rolex, která v této roli nahradila francouzský bankovní dům BNP Paribas.
Turnaj se po grandslamu řadil do druhé nejvyšší kategorie okruhu, ATP World Tour Masters 1000, a představoval závěrečnou událost této devítidílné série, když na ni bezprostředně navázal londýnský Turnaj mistrů. Dotace pařížské akce činila 4 507 375 eur. 
Nejvýše nasazeným hráčem ve dvouhře se stal první tenista světa Rafael Nadal ze Španělska, který před čtvrtfinále odstoupil pro zranění kolena. Prvním vyhraným zápasem ve druhém kole si zajistil 1. místo v konečném vydání žebříčku ATP. Jako poslední přímý účastník do hlavní singlové soutěže nastoupil kanadský 51. hráč žebříčku Denis Shapovalov, který prohrál úvodní zápas s Francouzem Julienem Benneteauem startujícím na divokou kartu.
S profesionální tenisovou kariérou se rozloučil francouzský hráč Paul-Henri Mathieu, jenž obdržel divoké karty do kvalifikace dvouhry a soutěže čtyřhry.
Čtvrtý singlový titul z okruhu ATP Tour, a první ze série Masters, si odvezl Jack Sock, jemuž bodový zisk zajistil premiérový posun do elitní světové desítky i debut na navazujícím Turnaji mistrů. Osmou společnou trofej ze čtyřhry vybojoval polsko-brazilský pár Łukasz Kubot a Marcelo Melo, když druhý jmenovaný se po skončení posunul do čela světové klasifikace ATP pro čtyřhru.

## Distribuce bodů a finančních odměn

### Distribuce bodů
| Soutěž  | vítězové | finalisté | semifinalisté | čtvrtfinalisté | 16 v kole | 32 v kole | 64 v kole | Q  | Q2 | Q1 |
| ------- | -------- | --------- | ------------- | -------------- | --------- | --------- | --------- | -- | -- | -- |
| dvouhra | 1000     | 600       | 360           | 180            | 90        | 45        | 10        | 25 | 16 | 0  |
| čtyřhra | 1000     | 600       | 360           | 180            | 90        | 0         | —         | —  | —  | —  |

### Finanční odměny
| Soutěž                                      | vítězové | finalisté | semifinalisté | čtvrtfinalisté | 16 v kole | 32 v kole | 64 v kole | Q2     | Q1     |
| ------------------------------------------- | -------- | --------- | ------------- | -------------- | --------- | --------- | --------- | ------ | ------ |
| dvouhra                                     | €853 430 | €418 450  | €210 610      | €107 095       | €55 610   | €29 320   | €15 830   | €3 505 | €1 785 |
| čtyřhra                                     | €253 950 | €124 330  | €62 360       | €32 010        | €16 550   | €8 730    | —         | —      | —      |
| v deblových soutěžích uváděna částka na pár |          |           |               |                |           |           |           |        |        |

## Dvouhra

### Nasazení hráčů
| Země                          | Hráč                  | ATP | Nasazení |
| ----------------------------- | --------------------- | --- | -------- |
| Španělsko                     | Rafael Nadal          | 1.  | 1.       |
| Švýcarsko                     | Roger Federer         | 2.  | 2.       |
| Chorvatsko                    | Marin Čilić           | 4.  | 3.       |
| Německo                       | Alexander Zverev      | 5.  | 4.       |
| Rakousko                      | Dominic Thiem         | 6.  | 5.       |
| Bulharsko                     | Grigor Dimitrov       | 8.  | 6.       |
| Belgie                        | David Goffin          | 10. | 7.       |
| Španělsko                     | Pablo Carreño Busta   | 11. | 8.       |
| USA                           | John Isner            | 13. | 9.       |
| USA                           | Sam Querrey           | 14. | 10.      |
| Francie                       | Jo-Wilfried Tsonga    | 15. | 11.      |
| Jižní Afrika                  | Kevin Anderson        | 17. | 12.      |
| Argentina                     | Juan Martín del Potro | 19. | 13.      |
| Španělsko                     | Roberto Bautista Agut | 21. | 14.      |
| Španělsko                     | Albert Ramos-Viñolas  | 22. | 15.      |
| USA                           | Jack Sock             | 23. | 16.      |
| Francie                       | Lucas Pouille         | 25. | 17.      |
| Žebříček ATP k 23. říjnu 2017 |                       |     |          |

### Jiné formy účasti na turnaji
Následující hráči obdrželi divokou kartu do hlavní soutěže:
- Julien Benneteau
- Pierre-Hugues Herbert
- Nicolas Mahut

Následující hráči postoupili z kvalifikace:
- Jérémy Chardy
- Borna Ćorić
- Filip Krajinović
- Vasek Pospisil
- João Sousa
- Jan-Lennard Struff

Následující hráči postoupili z kvalifikace jako tzv. šťastní poražení:
- Jevgenij Donskoj
- Peter Gojowczyk

### Odhlášení
před začátkem turnaje
- Tomáš Berdych → nahradil jej  Kyle Edmund
- Novak Djoković → nahradil jej  Robin Haase
- Roger Federer → nahradil jej  Jevgenij Donskoj
- Fabio Fognini → nahradil jej  Viktor Troicki
- Philipp Kohlschreiber → nahradil jej  Ryan Harrison
- Nick Kyrgios → nahradil jej  Čong Hjon
- Gaël Monfils → nahradil jej  Peter Gojowczyk
- Gilles Müller → nahradil jej  Júiči Sugita
- Andy Murray → nahradil jej  Gilles Simon
- Kei Nišikori → nahradil jej  Benoît Paire
- Milos Raonic → nahradil jej  Steve Johnson
- Stan Wawrinka → nahradil jej  Fernando Verdasco

## Čtyřhra

### Nasazení párů
| Země                                                                     | Hráč                  | Země      | Hráč              | ATP | Nasazení |
| ------------------------------------------------------------------------ | --------------------- | --------- | ----------------- | --- | -------- |
| Finsko                                                                   | Henri Kontinen        | Austrálie | John Peers        | 3.  | 1.       |
| Polsko                                                                   | Łukasz Kubot          | Brazílie  | Marcelo Melo      | 7.  | 2.       |
| USA                                                                      | Bob Bryan             | USA       | Mike Bryan        | 12. | 3.       |
| Francie                                                                  | Pierre-Hugues Herbert | Francie   | Nicolas Mahut     | 13. | 4.       |
| Spojené království                                                       | Jamie Murray          | Brazílie  | Bruno Soares      | 19. | 5.       |
| Nizozemsko                                                               | Jean-Julien Rojer     | Rumunsko  | Horia Tecău       | 23. | 6.       |
| Chorvatsko                                                               | Ivan Dodig            | Španělsko | Marcel Granollers | 28. | 7.       |
| Jižní Afrika                                                             | Raven Klaasen         | USA       | Rajeev Ram        | 34. | 8.       |
| Žebříček ATP k 23. říjnu 2017; číslo je součtem umístění obou členů páru |                       |           |                   |     |          |

### Jiné formy účasti
Následující páry obdržely divokou kartu do hlavní soutěže:
- Julien Benneteau /  Édouard Roger-Vasselin
- Paul-Henri Mathieu /  Benoît Paire

## Přehled finále

### Mužská dvouhra
- Jack Sock vs.  Filip Krajinović, 5–7, 6–4, 6–1

### Mužská čtyřhra
- Łukasz Kubot /  Marcelo Melo vs.  Ivan Dodig /  Marcel Granollers, 7–6(7–3), 3–6, [10–6]